# آشوب کوانتومی
آشوب کوانتومی (انگلیسی: Quantum chaos) شاخه‌ای از فیزیک است که به بررسی چگونگی توصیف سیستم‌های پویای آشفتهٔ کلاسیک در چارچوب نظریه کوانتوم می‌پردازد. نخستین پرسشی که آشوب کوانتومی می‌خواهد به آن پاسخ دهد این است که چه رابطه‌ای میان آشوب کلاسیک و مکانیک کوانتومی وجود دارد. مشخصه‌های یک سیستم کوانتومی که بازتاب کنندهٔ رفتار کلاسیک یک سیستم آشوبناک است چیست؟ پاسخی که برای این پرسش موجود است، این است که مکانیک کوانتومی جایی برای آشوب ندارد. یک سیستم کوانتومی، گونه‌ای از سیستم محدود در جعبه است. برآیند توابع موج یک سیستم، ماهیتی متناوب به آن می‌دهد. در آشوب اما، حرکت‌های متناوب نیستند؛ بنابراین با چنین فرضی مکانیک کوانتومی در توجیه آشوب کلاسیک ناتوان است. فیزیک‌دانان بر این باورند که فیزیک کوانتوم دربرگیرندهٔ فیزیک کلاسیک است و با نتیجه مذکور منافات دارد. برای پاسخ به پرسش‌های مطروحه در مورد چگونگی توجیه آشوب کوانتومی، روش‌هایی وجود دارد:
- نظریه اختلال در مواردی که اعداد کوانتومی بزرگ هستند یا اختلال قابل چشم‌پوشی نیست
- همبستگی توصیف‌های آماری از ویژه‌مقدارهایی که با هامیلتونی یکسان، رفتارهای کلاسیکی دارند.
- به‌کارگیری مستقیم اصل هم‌خوانی
- روش‌های نیمه‌کلاسیک مانند بهره‌گیری از نظریه تناوبی-مدار